# Jablonná
Jablonná är en ort i Tjeckien.   Den ligger i regionen Mellersta Böhmen, i den centrala delen av landet, 50 km söder om huvudstaden Prag. Jablonná ligger 462 meter över havet och antalet invånare är 316.
Terrängen runt Jablonná är platt åt nordväst, men åt sydost är den kuperad. Terrängen runt Jablonná sluttar österut. Runt Jablonná är det ganska glesbefolkat, med 32 invånare per kvadratkilometer. Närmaste större samhälle är Příbram, 9,7 km väster om Jablonná. I omgivningarna runt Jablonná växer i huvudsak blandskog.